# 巨野镇
巨野镇是中国山东省菏泽市巨野县下辖的一个镇。

## 行政区划
巨野镇下辖东关社区、北关社区、西关社区、一街社区、二街社区、南关社区、三街社区、新生社区、赵庄社区、英王庄社区、南观杨社区、万堂社区、西花园村、杨庙村、孙庄村、老王庄村、五里墩村、朱庄村、固堆庙村、康庄村、西薛村、前薛村、张徐村、姚楼村、冯庄村、曹庙村、李庄村、魏海村、郭庄村、庞庄村、大李庄村、四里村、东花园村、吕官屯村、后赵官屯村、前赵官屯村、东赵官屯村、陈官屯村、葛韩村、国庄曹碾村、老贯张村、西三村、马庄村、油坊张村、西朱庄村、吴堂村、佃户屯村、刘庄村、北庞村、闫董村、三里庙村、新城村、夏庄村、南朱庄村、八里井村、陈庄村、西赵村、十二里庙村、宗庄村、坡刘村、左楼张庄村、东赵村、高楼村、张彭庄村、孙大庙村、周庄村、杨庄村、李楼村、马楼村、西张村、毛张庄村、毛官屯村、常堂村、白庄村。